# 1994년 대한민국의 영화
다음은 1994년에 대한민국의 영화에 관한 서술한다.

## 흥행 주요 기록
흥행 당시에 외화 1위는 〈라이온 킹〉이 관객수 서울 92만명을 세웠고, 방화 1위는 〈너에게 나를 보낸다〉가 관객수 서울 38만명을 넘었다.  앞서 2위 〈마누라 죽이기〉 (34만명), 3위 〈세상 밖으로〉 (25만명), 4위 〈태백산맥〉 (22만명), 5위 〈블루 시걸〉 (20만명), 6위 〈구미호〉 (17만명), 7위 〈게임의 법칙〉 (13만명) 등은 흥행이 차지하였다. 따라서 관객동원율은 외화가 줄고, 방화가 회복세로 증가하였다.

## 이벤트 및 수상
- 제30회 백상예술대상
- 제32회 대종상 영화제
- 제14회 한국영화평론가협회상
- 제15회 청룡영화상
- 제18회 황금촬영상
- 제5회 춘사예술영화상

## 같이 보기
- 1994년 영화
- 대한민국의 영화